# Historiographie de l'Afrique
L'historiographie de l'Afrique est l'étude des méthodes et des hypothèses formulées dans l'écriture de l'histoire de l'Afrique. Elle repose sur la méthode scientifique générale définie par l'historiographie et suit l'évolution des méthodes employées par l'historien et la compréhension des sources qu'il exploite. Elle est caractérisée par la rareté de matériel écrit, l'utilisation de données issues de la tradition orale ainsi qu'un historique de données anthroplogiques et ethnologiques majoritairement observées sous le prisme européen et dans un contexte colonial. 
Les premières traces de l'historiographie de l'Afrique sont antiques, mais ce n'est que dans les années 1950 qu'elle parvient progressivement à s'africaniser. De nombreux travaux précédent cette période sont fortement critiqués par les historiens, ce qui fait de l'historiographie de l'Afrique un champ d'étude relativement jeune et soumis à de fréquentes évolutions. 

## Historique

### Période pré-coloniale

#### Sources antiques

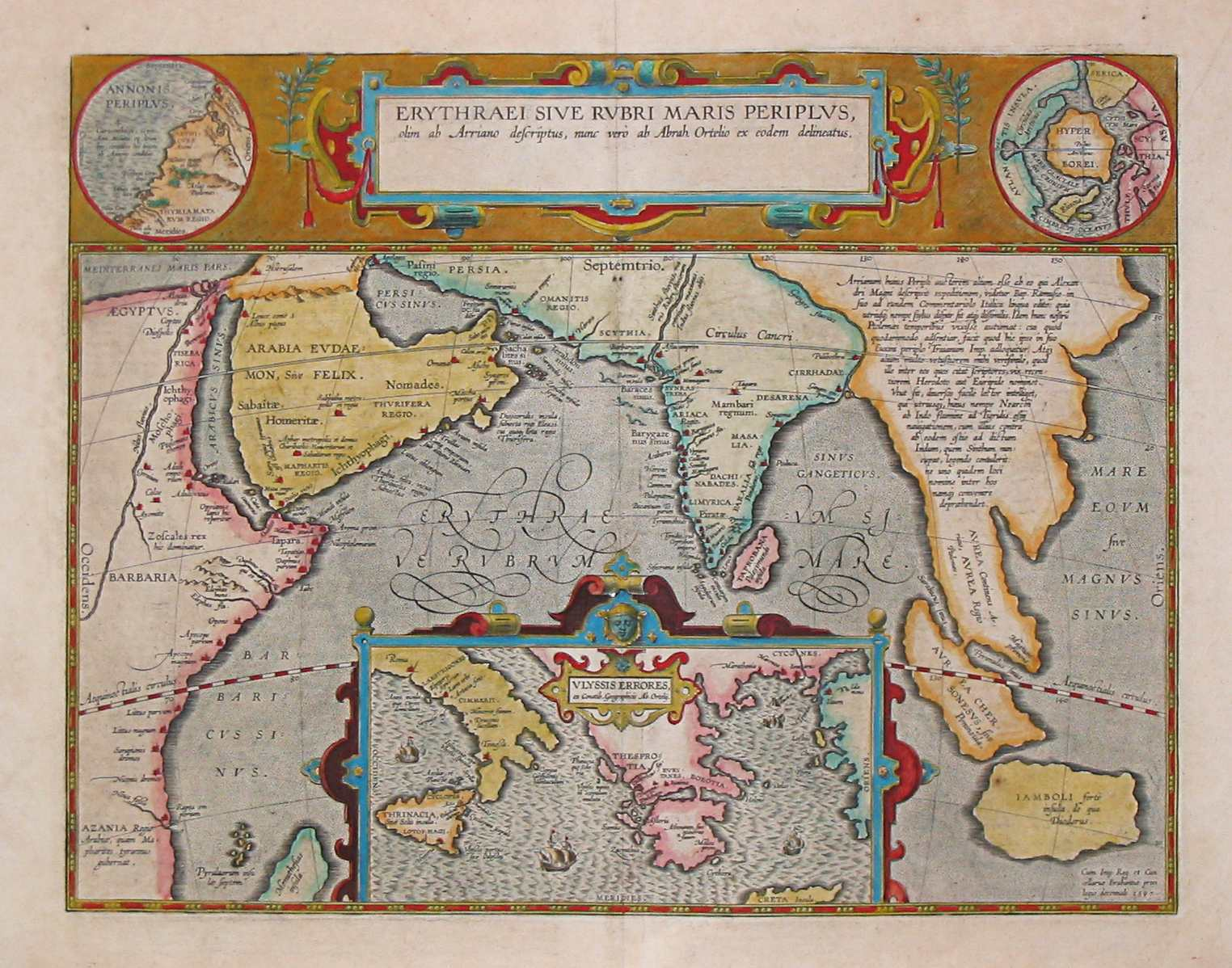
Cate d'Abraham Ortelius du XVIe siècle reprenant les toponymes du Périple de la mer Érythrée.

L'historiographie de l'Afrique trouve racine dans les premiers travaux effectués durant l'Antiquité. Cependant, au regard de la complexité géographique et le caractère vaste du continent africain, on distingue l'historiographie de l'Afrique du Nord et l'historiographie des autres parties du continent. En Afrique du Nord, les sources antiques sont nombreuses puisque la région fait partie intégrante des civilisations européennes.
En dehors de la partie septentrionale du continent, on retrouve quelques informations rédigées par Hérodote, Manéthon de Sebennytos, Pline l'Ancien Strabon et d'autres auteurs. Il s'agit de récits de voyages ou raids effectués à travers le Sahara ou le long de la côte Atlantique. Cependant, ces documents restent sujets à caution. Ce n'est pas le cas de la côté orientale de l'Afrique grâce au Périple de la mer Érythrée (vers 100) ainsi que des travaux de Claude Ptolémée (vers 150) et de Cosmas Indicopleustès (647). Il faut cependant attendre les textes des auteurs arabes pour en apprendre plus sur les interactions avec les peuples subsahariens.
Les systèmes d'écritures africains, comme l'écriture hiéroglyphique égyptienne ou le guèze du royaume d'Aksoum se développent durant l'Antiquité et leur déchiffrement s'effectue à partir du XIXe siècle. Ces textes décrivent le règne de souverains, d'événements historiques ou de campagnes militaires dans une région.

#### Sources médiévales

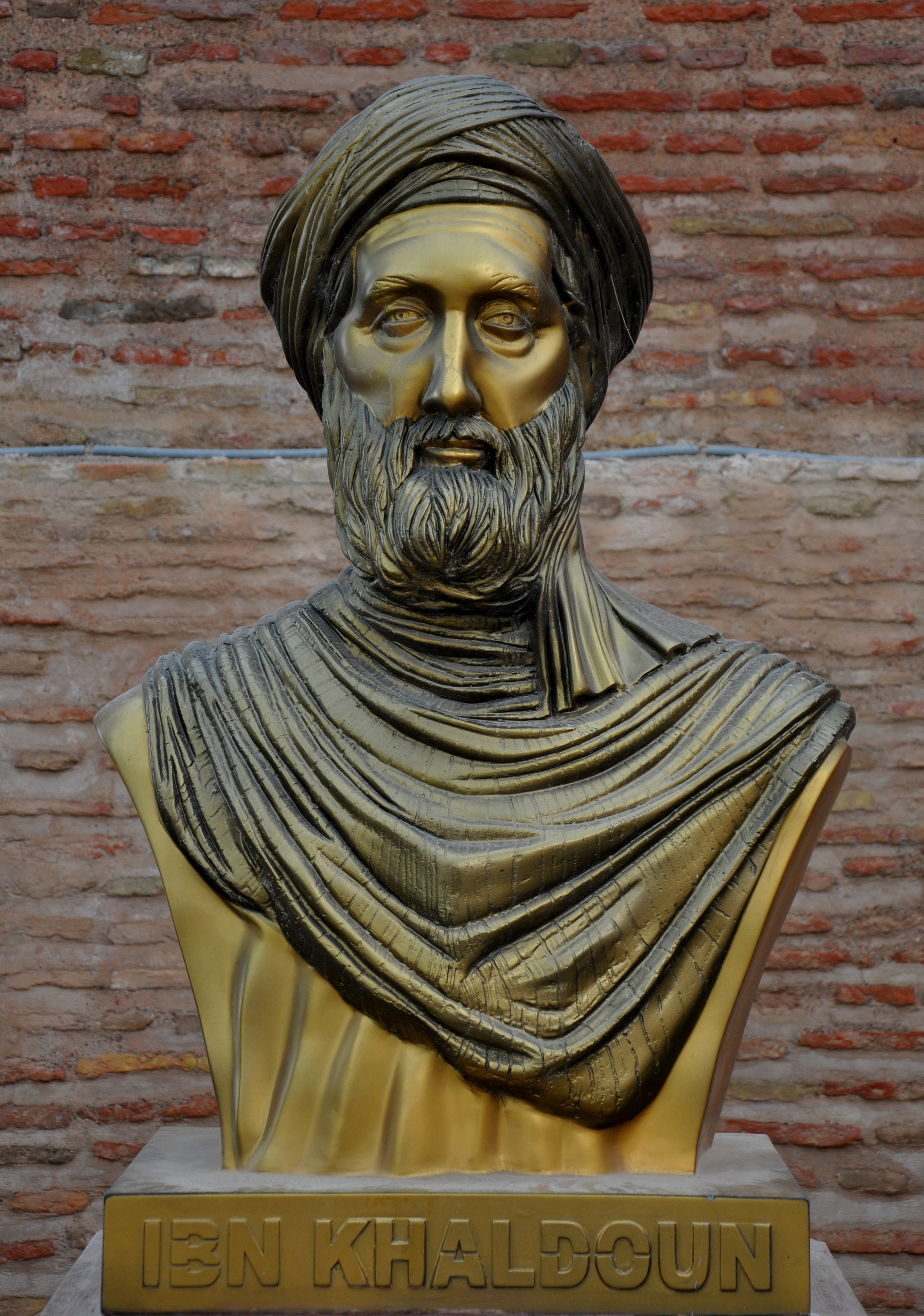
Buste d'Ibn Khaldoun, considéré comme l'un des père de l'historiographie médiévale.

Grâce au commerce transsaharien d'une part et au commerce dans l'Océan Indien avec l'Afrique de l'Est, de nombreux récits de marchands et de voyages sont retranscrits par plusieurs historiens médiévaux arabes tels que Al-Mas'ûdî, Al-Bakri, Al Idrissi, Yaqout al-Rumi, Aboulféda, Al-'Omari, Ibn Battûta et Léon l'Africain. Ces différents documents permettent de dessiner l'historiographie comprise entre le IXe et XVe siècles des régions subsahariennes ainsi que le long des côtes orientales. Cependant, chacun de ces auteurs présente des descriptions d'après les informations récoltées dans leur contexte respectif, géographique et temporel. Certaines informations ne peuvent dès lors pas être considérées comme contemporaines car provenant de rapports plus anciens. Enfin, elles ont l'inconvénient de ne pas permettre de déterminer la qualité et l'autorité de ces travaux pour leurs contemporains tout comme il est incertain que des récits de voyages le soient réellement depuis des observations personnelles.
Contrairement aux précédents auteurs, Ibn Khaldoun consacre dans son œuvre dédiée à l'Afrique une analyse des relations entre les différents peuples, des descriptions des différentes sociétés et de la géographie. Il se distingue des autres auteurs parce qu'il n'accorde pas le même poids aux informations obtenues. Son chapitre consacré à l'Empire du Mali est aujourd'hui la base principale de l'historiographie de l'Afrique de l'Ouest au XIVe siècle.

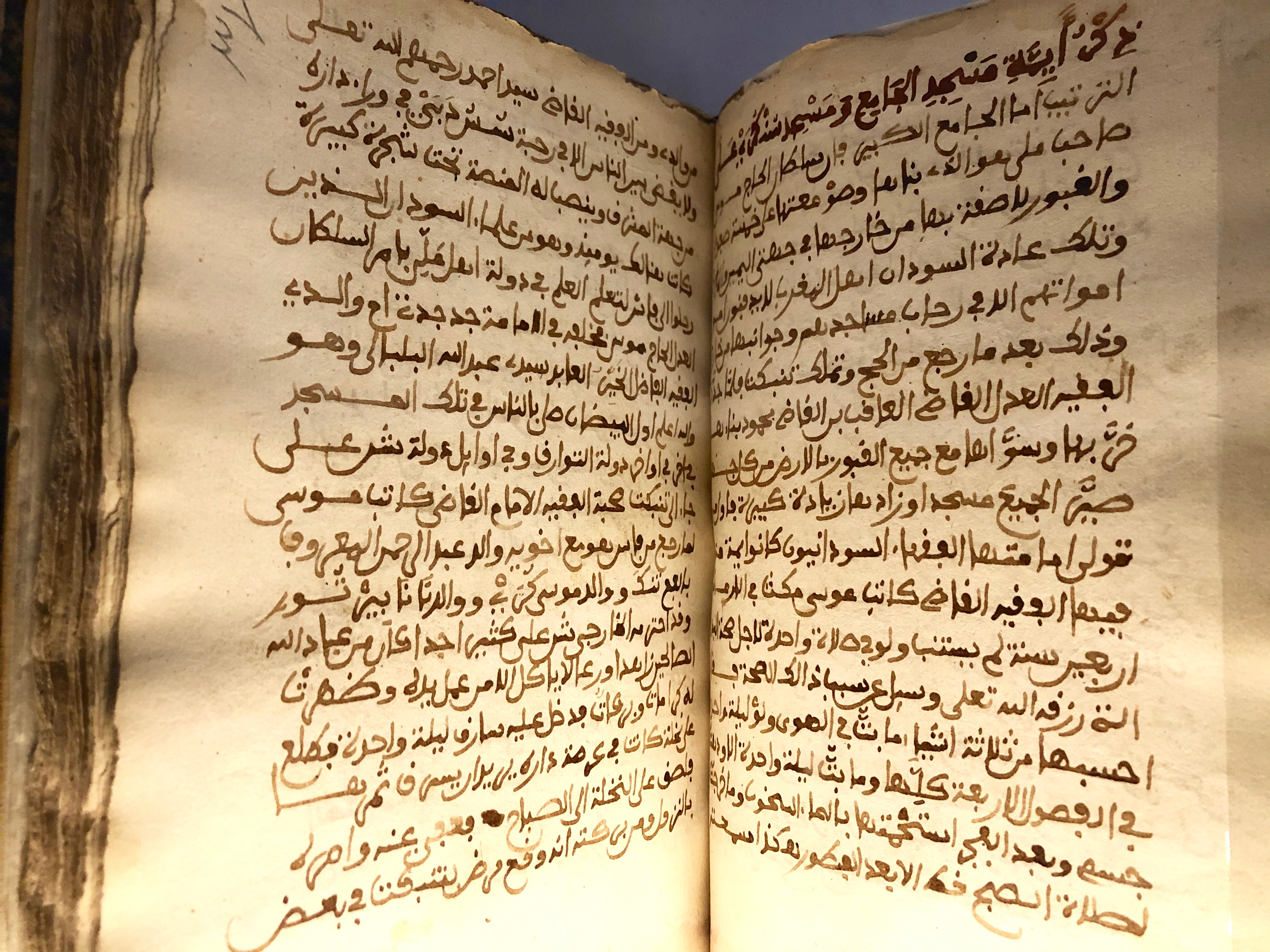
Tarikh es-Soudan, page 39-40, rédigé vers 1650.

La rédaction de textes en dehors du bassin méditerranéen est essentiellement lié à l'implantation de l'islam. Sur la côté orientale, c'est notamment le cas de la Chronique de Kilwa au XVIe siècle. Au XVIIe siècle, le Tarikh es-Soudan d'Abderrahmane Es Saâdi et le Tarikh el-fettach de Mahmud Kati constituent les deux principales sources écrites rédigées à Tombouctou. Ils abordent les différents événements historiques contemporains et antérieurs avec beaucoup de détail et retranscrivent des éléments contemporains de la tradition orale,. En dehors de l'implantation de l'Islam, l'Éthiopie possède une tradition littéraire en guèze notamment avec le récit des guerres d'Amda Seyon Ier au XIVe siècle. Les productions littéraires dans d'autres langues sont plus tardives et n'apparaissent généralement qu'au XIXe siècle,.

#### Historiographie orale
Au sein des territoires africaines, l'historiographie est traditionnellement liée à des fonctions chargées de restituer et perpétuer la mémoire par l’intermédiaire de la tradition orale. On peut noter les griots en Afrique de l'Ouest dont les fonctions intègrent les cours royales déjà dans les périodes médiévales. La cosmogonie africaine associe les différents changements dans la continuité historique aux dieux et aux ancêtres. Ainsi, le processus historiographique est d'abord communautaire, perpétuant des récits de témoins oculaires et transmises de génération en génération,. Les mythes fondateurs allient dès lors historiographie et cosmogonie dans un objectif servant à définir l'identité d'un groupe et la légitimité de ses institutions ou de ses autorités politiques,.

### Période coloniale

#### Travaux européens

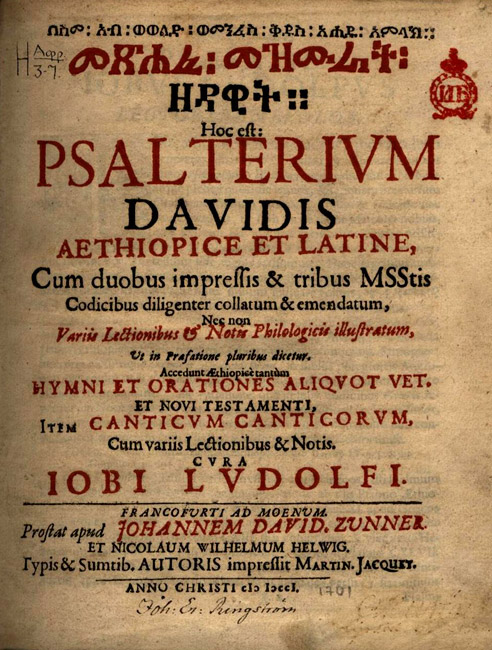
Psalterium Davidis Aethiopice et Latine (1701) rédigé par Hiob Ludolf.

Les premiers contacts, au XVe siècle, sont l'objet de sources européennes portugaises s'intéressant à quatre régions de l'Afrique : les côtes du Golfe de Guinée, le Kongo Central et l'Angola, la vallée du Zambèze et enfin l'Éthiopie. Les premiers ouvrages parlant de l'Afrique de l'Ouest sont ceux d'Alvise Cadamosto, vers 1460. Les productions s'étendent jusqu'au XVIIIe siècle par l'intermédiaire de nombreux auteurs comme Jean Barbot et Willem Bosman. Les textes sont des témoignages de première main datés et contenant beaucoup de données historiques permettant de préserver des repères chronologiques fiables. Le but de ces auteurs est de décrire leur époque contemporaine plutôt que l'histoire.
Les missions chrétiennes voient un intérêt à connaître l'histoire des régions dans lesquelles ils se trouvent afin de pouvoir les remodeler pour améliorer leurs conversions. En Éthiopie, l'étude du guèze permet l'écriture de chroniques historiques rédigée par Pedro Paez et Manoel de Almeida. La première histoire complète est écrite par Hiob Ludolf. Dans la vallée du Congo et du Zambèze, les intérêts commerciaux dépassent les objectifs d'évangélisation. On trouve des éléments historiques importants sur ces régions dans les ouvrages de Duarte Lopez, Filippo Pigafetta et António de Oliveira de Cadornega (pt). Il faut attendre le XVIIIe siècle pour que des historiens européens s'intéressent à l'Afrique tropicale.
Les premiers ouvrages sur l'histoire de l'Afrique se reposent sur les documents descriptifs des écrivains antérieurs comme Léon l'Africain. The universal history (en) publiée entre 1736 et 1765 consacre 2 volumes à l'Afrique. Des monographies concernent certaines régions ou pays comme la Côte de l'Or ou le Dahomey. À l'époque, la controverse relative à la traites négrières enfle en parallèle de la mentalité considérant que les pays non-européens n'avaient pas d'histoire ni de culture. Cette position est affirmée par Georg Wilhelm Friedrich Hegel qui considère que « l'Afrique n'est pas un continent historique, elle ne montre ni changement ni développement ». Si l'opinion est acceptée par les académiciens, c'est également au XIXe siècle que sont entreprises les premières expéditions scientifiques de l'Afrique, formant les fondations d'une évaluation rationnelle de son histoire.

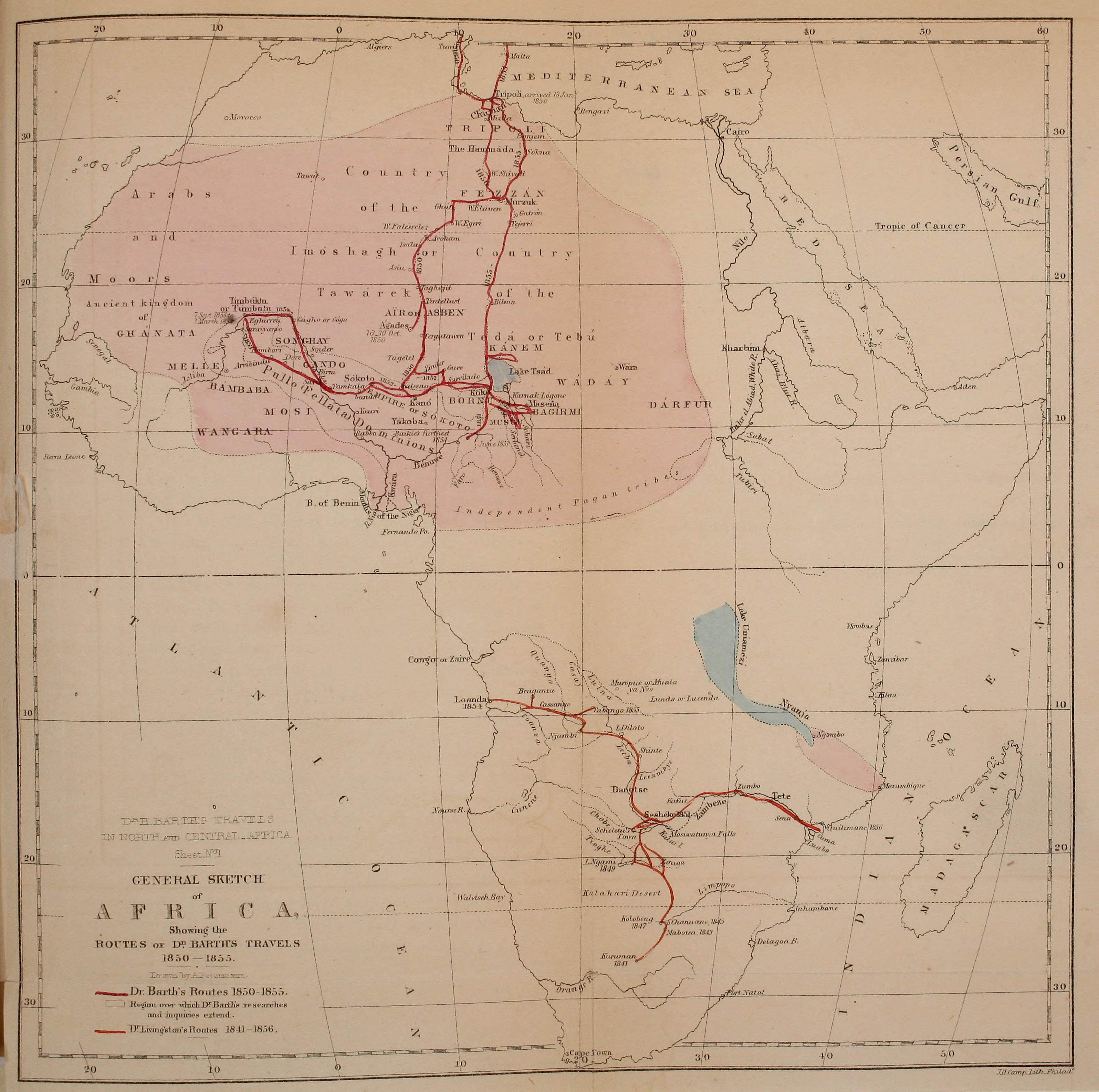
Voyage de Barth de 1850 à 1855

Les documents fournis par ces explorateurs et ces expéditions sont très importants car ils s'intéressent aux peuples africains, au traditions orales, aux sociétés et aux traces du passé. Thomas Edward Bowdich rédige des chapitres historiques spécifiques sur l'empire ashanti lors de ses visites, bientôt suivi par Joseph Dupuis. Les récits de voyages d'Heinrich Barth illustrent quant à eux l'Afrique centrale et ceux de Charles Guillain s'intéressent à la côte orientale.
Gustav Nachtigal introduit quant à lui une nouvelle phase de l'historiographie de l'Afrique, celle de l'observation anthropologique. Cependant, elle se fait sous la volonté de domination européenne observant les peuples primitifs. Cette nouvelle dimension raciale s'observe également chez Richard Francis Burton et se dégrade en particulier dans les productions des auteurs allemands. Le concept d'une Afrique sans histoire se renforce au point de considérer que son histoire ne débute réellement « qu'au moment où l'homme se met à écrire ».  conforte cette idée en 1923 lors d'une conférence devant la Royal African Society de Londres, considérant qu'avant le début de l'impérialisme européen, les sociétés africaines ne présentent que des langues et coutumes primitives. L'historiographie de l'Afrique est alors dictée par les historiens coloniaux. Dans l'ensemble, jusque dans les années 1950, archéologues et historiens considèrent que les territoires africains situés au sud du Sahara ne sont pas digne d'intérêt. Les anthropologues et les linguistes faisaient exception à cette pensée car leur champs de recherche ne se destine initialement pas à déterminer l'historiographie de l'Afrique,.
Ainsi, les premières reconstructions historiographiques prennent racine dans les témoignages oraux collectés par les anthropologues. Cependant, cette méthode est particulièrement spéculative. Ainsi, certaines reconstructions se sont enracinées sur la durée comme celle du mythe Hamites ou encore celle de la migration d'une des tribus d'Israël pour former l'empire du Ghana. Cette période est à l'origine de plusieurs travaux historiques important pour l'historiographie de l'Afrique comme The Trade of Guinea de Lars Lundström, Volkerkunde von Afrika de Hermann Baumann (en) et Geschichte Afrikas de Diedrich Westermann.

#### Travaux africains

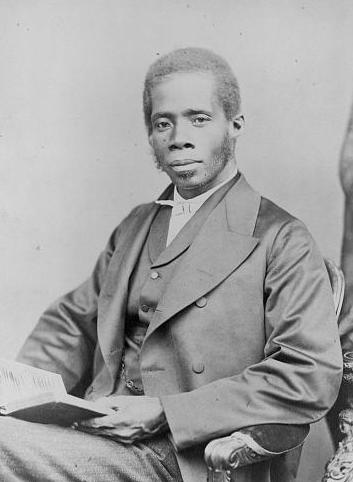
Edward Wilmot Blyden à la fin des années 1860, considéré comme le père du panafricanisme.

Les années 1940 et 1950 ont vu l'étude de l'histoire africaine se séparer de l'histoire coloniale, avec la création d'institutions telles que l'École d'études orientales et africaines de l'Université de Londres, produisant une nouvelle génération d'africanistes. Les productions africaines notables présentent l'historiographie sous un regard différent et tente de préserver à l'écrit les traditions historiques locales. La présence des missionnaires renforce la formation d'historiens locaux. En Ouganda, une école importante s'occupe de la formation d'élèves dès la fin du XIXe siècle. En Afrique de l'Ouest, on recense 22 historiens locaux ayant publié avant 1950. Les administrateurs coloniaux se saisissent aussi de cette tendance et s'intéressent à l'historiographie des territoires qu'ils gèrent. La bonne compréhension des traditions leur permettant de favoriser leur intégration.
Parmi les œuvres africains antérieures à 1940, on peut citer The History of the Gold Coast and Asante (en) (1895) de Carl Christian Reindorf, History of the Yorubas (1897) de Samuel Johnson, The Kings of Buganda (1901) d'Apollo Kaggwa, A Short History of Benin (en) (1934) de Jacob Egharevba (en), History of the Tiv (1935) d'Akiga Sai (en), Luo kitgi gi timbegi (1938) de Paul Mbuya,  Mbiri ya Achewa (1944/5) de Samuel Josia Ntara (en) et Kings of Bunyoro-Kitara (1947) de John Nyakatura,. En Afrique du Nord, les années 1930 voient la création d’écoles d’historiens autochtones à la lumière des mouvements nationalistes et islamiques modernistes croissants. Plusieurs historiens proto-nationalistes combattent les notions de supériorité européenne, tels que Africanus Horton (en), Edward Wilmot Blyden, John Mensah Sarbah (en), JE Casely-Hayford et J. B. Danquah, mais leurs œuvres ressemblaient à de la propagande et ont aujourd'hui moins d'autorité que certaines de celles déjà mentionnées.

### Période de décolonisation

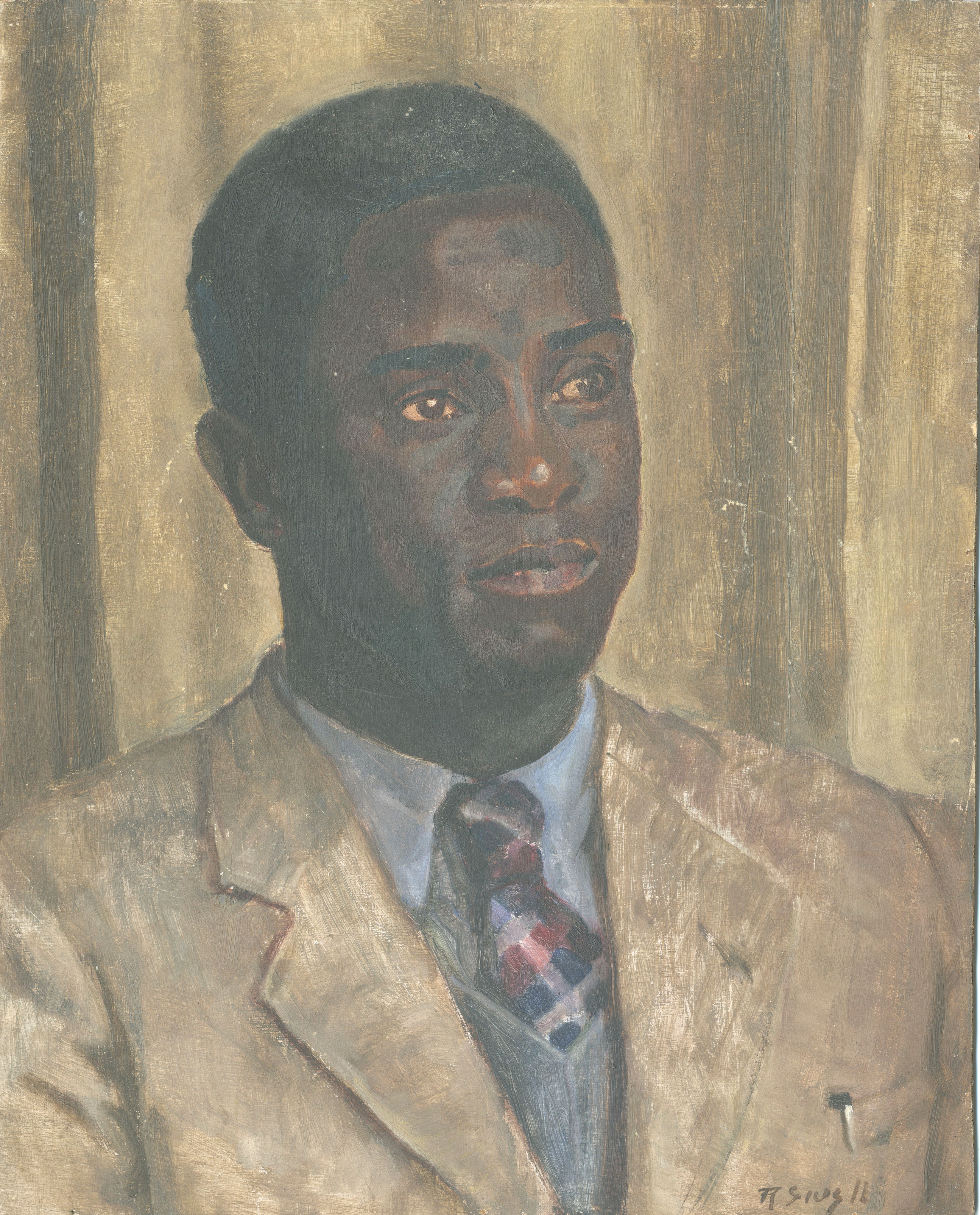
Kenneth Dike, parfois appelé le père de l'historiographie africaine moderne

Les luttes pour la décolonisation de l'Afrique s'accompagnent d'un mouvement académique promouvant une historiographie décolonisée. Les travaux postcoloniaux se caractérisent par leur nationalisme et leur afrocentrisme servant de contrepied aux récits coloniaux qui dégradent leur culture. Cette période s'accompagne d'une révolution méthodologique qui préconise une démarche pluridisciplinaire et l'utilisation généralisée des sources orales.
Au Nigeria, École d'histoire d'Ibadan (en), dirigée par Kenneth Dike (en) et Jacob Ade Ajayi (en), est pionnière dans l'élaboration de cette nouvelle méthodologie de reconstruction de l'histoire africaine en utilisant les sources écrites complétées par les traditions orales, ébranlant l'idée que l'histoire de l'Afrique repose essentiellement sur ses interactions avec les Européens,,.
En 1948, History of the Gold Coast par W. E. F. Ward est présenté à l'Université de Londres. La Grande-Bretagne entreprend un programme de développement des universités dans ses colonies de Côte-de-l'Or et du Nigeria. Les anglophones seront les premiers à sortir du cercle vicieux de l'historiographie perçue sous le prisme colonial et confient la chaire de la première université fondée, l'Université du Ghana, à John Donnelly Fage. La multiplication de ce réseau universitaire est significative dans ce processus. Elles fondent rapidement des départements d'histoire, permettant à l'africanisation de l'historiographie du continent de s'effectuer progressivement. Dans les années 1960, des historiens comme Albert Adu Boahen, Kwame Arhin (en) ou encore Florence Mahoney (en) parviennent à reconstruire progressivement une historiographie qui échappe au prisme européen.

Carte linguistique des langues nigéro-congolaises.

En Afrique orientale, l'effort se concentre sur l'Université de Dar es Salam qui forme des historiens et politologues dont la première génération obtient son doctorat au début des années 1970. Dans les autres territoires africains, francophones, la production est balbutiante. En effet, il n'y eut que deux thèses formée au sein des universités françaises. Celle d'Abdoulaye Ly concernant le trafic négrier au XVIIIe siècle, en 1958, et celle de Cheikh Anta Diop, en 1954, considérée comme agressive. Catherine Coquery-Vidrovitch se montre effectivement critique à l'égard du retard de la francophonie sur ce plan.

En 1961, Jan Vansina publie Tradition orale dans laquelle il défend la validité des sources orales en tant que sources historiques, devenant ainsi l'un des ouvrages les plus influents écrits sur l'histoire africaine. La tradition orale a continué à être largement utilisée dans la reconstruction de l'histoire africaine au cours de la décennie suivante, malgré une attaque vigoureuse contre la validité des sources orales par les structuralistes. Bien qu'un petit nombre d'historiens aient écarté leurs préoccupations, la plupart les ont justifiées en appliquant une approche plus critique dans l'analyse des sources orales et en consultant d'autres disciplines telles que l'archéologie et la Linguistique comparée,. 

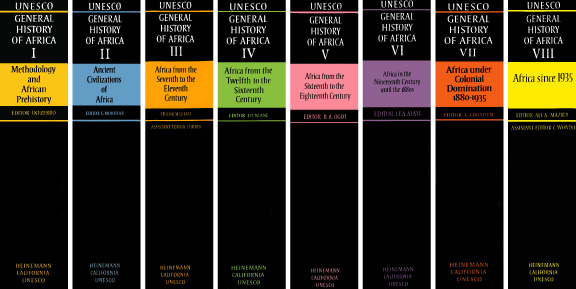
Les huit volumes de l’Histoire générale de l’Afrique

Ce mouvement vers l'utilisation des sources orales dans une approche multidisciplinaire a abouti à la commande par l'UNESCO de l'Histoire générale de l'Afrique, éditée par des spécialistes de tout le continent africain, publiée de 1981 à nos jours,. Pendant ce temps, les universitaires et intellectuels nord-africains traversent une crise d’identité et gravitent vers le monde arabo-islamique. La couverture de l'Égypte ancienne par l'Histoire générale de l'Afrique a permis de la considérer dans un contexte africain.
Les divers problèmes sociopolitiques des années 1960 et le néocolonialisme persistant tendent à indiquer que les efforts des élites africaines échouent à tenir leurs promesses. Le terme africaniste devient négativement connoté et les problèmes socioéconomiques donnent naissance à une idéologie historiographique marxiste centrée sur le développement. En 1972, Walter Rodney, s'appuyant sur des travaux antérieurs, introduit la théorie de la dépendance dans l'historiographie africaine en publiant How Europe Underdeveloped Africa (en). Il y déclare que la traite des esclaves et le colonialisme détournent le développement naturel des États africains et en font des dépendance permanente à l'égard des puissances extérieures. Cette nouvelle école élargit le domaine de la discipline par rapport à la vision étroite de l’historiographie nationaliste.

### Période contemporaine

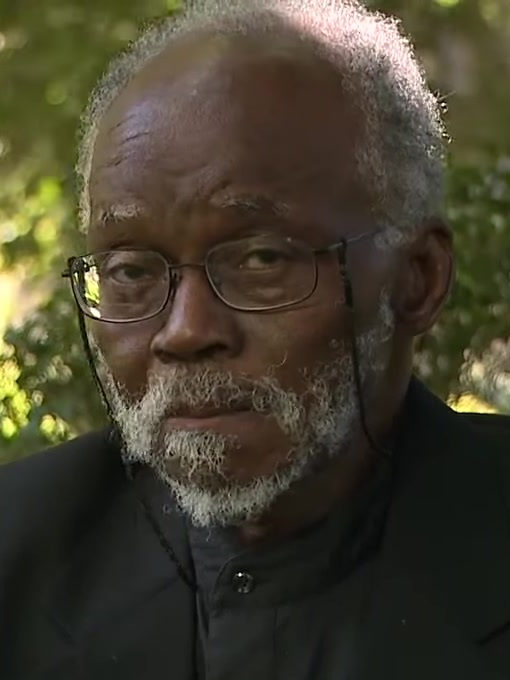
Valentin-Yves Mudimbe (8 décembre 1941-22 avril 2025)

L’atmosphère généralisée d’introspection a vu la formulation d’approches postmodernistes de l’historiographie africaine. L'ouvrage le plus remarquable de cette école est L'invention de l'Afrique (1988) de Valentin Mudimbe, qui soutient que les chercheurs africains tirent leurs idées et leurs interprétations du discours universitaire occidental et qu'ils doivent rejeter la vision occidentale. Plusieurs chercheurs se demandent si l’écriture de l’histoire basée sur les épistémologies occidentales peut être pertinente et significative pour les communautés africaines. Les années 1990 et l'abolition de l'apartheid en Afrique du Sud permettent aux étudiants noirs de fréquenter des universités autrefois réservées aux blancs et créant une crise dans l'historiographie sud-africaine alors que les Afrikaners tentent de faire reconnaitre leur histoire. L’effondrement du communisme et l’échec du socialisme en Afrique suscitent des réponses révisionnistes de la part des historiens néo-marxistes. L'histoire locale de clans, de communautés, de villages et de divisions administratives prospèrent, sous l'impulsion d'historiens amateurs. L’accent mis sur le relativisme culturel permet d’étendre le domaine de la recherche historique. À l’inverse, le détournement des préoccupations matérielles conduit à négliger le domaine de l'histoire économique des années 1980 au début des années 2000, malgré sa pertinence durable,. 
Aujourd’hui, la discipline regroupe les différentes écoles de pensée dans une tradition pluraliste. L’étude de l’histoire en Afrique souffre d’un manque cruel de financement, les gouvernements, en quête de développement économique, privilégient les sciences dures et les disciplines technologiques. La nouvelle génération d’historiens est moins idéologique que ses prédécesseurs. Dans le but de rester pertinents, ils se concentrent davantage sur l'histoire contemporaine et négligent l'histoire ancienne, en partie à cause de la méthodologie complexe et coûteuse requise et de la disparition rapide de la tradition orale,. Cette disparition génère l'urgence d'appliquer des approches communautaires à la recherche archéologique. L’accent est mis de plus en plus sur l'ethnicité au détriment de la classe sociale. Les histoires sont le plus souvent écrites en anglais ou en français, ce qui limite leur accessibilité pour le public local. Funso Afolayan écrit que les historiens africains devraient écrire l’histoire pour les Africains plutôt que seulement pour leurs collègues occidentaux. Malgré les efforts de plusieurs générations successives, les chercheurs ne sont pas parvenus à établir une philosophie africaine de l’histoire, distincte et autonome de la tradition occidentale,.
Dans Decolonizing African History (2024), Toyin Falola écrit que les systèmes éducatifs eurocentriques, et toutes les institutions eurocentriques, initialement introduits par les régimes coloniaux comme foyers d’impérialisme culturel et idéologique, doivent être africanisés, en partie par l’incorporation et l’application des épistémologies africaines. Il souligne le rôle joué par le monde universitaire et les organisations supranationales pour y parvenir. Il affirme que les processus et les modèles de pensée doivent être dérivés des expériences et des réalités africaines et que les recherches doivent être menées en fonction des besoins et des valeurs des sociétés respectives. Il soutient que les traditions orales et les premiers travaux autochtones devraient être prioritaires dans la re-narration de l’histoire africaine. Il affirme que cette décolonisation permettrait de découvrir des solutions africaines aux problèmes africains et de retrouver une identité africaine dont les gens peuvent être fiers.

## Repères spatio-temporels

### Périodes chronologiques

Expansion de l'islam aux s, marqueur temporel d'un changement de période dans l'historiographie africaine.

L'historiographie initiée sous le prisme européen divise la chronologie de l'Afrique suivant les périodes classiques. Elles sont désormais adaptées en périodes spécifiques au continent africain. l n’existe pas de périodisation convenue pour l’histoire africaine, la différence dans les étapes temporelles de la formation de l’État entre les différentes parties du continent générant des désaccords,. 
Les concepts des âges préhistoriques sont vivement critiqués mais restent d'usage dans l'archéologie africaine. La signification traditionnelle de la préhistoire couvrant le temps jusqu'au premiers documents écrits est dépréciée et les historiens considèrent désormais que l'histoire est fondée sur des preuves,.
Basil Davidson considérait que la période antique s'étend jusqu'à l'an 1000, cependant Corisande Fenwick propose plutôt l'époque de l'expansion de l'islam comme marqueur temporel, idée également partagée dans l'Histoire générale de l'Afrique. La période médiévale peut être considérée comme divisée en deux phases. La première phase médiévale correspond à la réorganisation des territoires selon le modèle islamique et le rattachement des régions africaines périphériques à son système. La seconde phase correspond quant à elle à un renforcement des structures territoriales et politiques et une quête d'autonomie vis à vis du monde islamique. Roland Oliver et Anthony Atmore proposent que l'Afrique médiévale débute en 1250 jusqu'en 1800, et que la période qui suit correspond à l'Afrique moderne,. Malgré cela, les termes eurocentriques « ancien », « médiéval » et « moderne » ont longtemps été critiqués car ils ne parviennent pas à représenter les réalités africaines et à saisir leur complexité.

### Aires ethno-culturelles
Le concept des aires ethno-culturelles doit également s'adapter au contexte africain. Un premier clivage distinguant Afrique du Nord et Afrique subsaharienne répond en réalité des premières distinctions historiographiques. L'étude approfondie de ces aires permet d'identifier une bien plus importante porosité culturelle entre les zones subsahariennes et l'Afrique du Nord qu'avec les autres régions. Les délimitations géographiques ne répondent pas exactement aux aires culturelles. Une restructuration plus moderne présentent quatre aires principales et une multiplicité d'autres.
Le premier groupement englobe l'Égypte, la Cyrénaïque, le Soudan et les territoires nilotiques. La seconde aire correspond au Maghreb et ce comprenant le nord du Sahara, la Tripolitaine et le Fezzan. La troisième aire principale couvre le Soudan subsaharien. La quatrième aire culturelle couvre l'Éthiopie, l'Érythrée, la Corne de l'Afrique ainsi que la côté de l'Afrique de l'Est. Les autres aires culturelles plus petites sont : le Golfe de Guinée, l'Afrique centrale et le sud de l'Afrique.

## Méthodologie spécifique
Comme pour d'autres historiographies, il existe des principes spécifiques à appliquer pour l'historiographie de l'Afrique comme le fait de ne pas chercher à s'aligner sur des normes décontextualisées de la disponibilité des sources relative à l'histoire du continent africain. Les normes et démarches fondamentales du principe de causalité sont à appliquer au regard des réalités différentes qui s'appliquent. En fonction des régions de l'Afrique, certaines stratégies méthodologiques doivent donc s'adapter. Afin de faire face aux complexités du contexte africain, quatre grand principes spécifiques sont utilisés : l'interdisciplinarité, un regard de l'historien intérieur au continent africain, une historiographie des peuples africains et éviter d'avoir une approche trop événementielle.

### Complexité géographique
La première difficulté spécifique de l'historiographie de l'Afrique relève donc des réalités de la géographie du continent relativement isolé par voie terrestre de l'Eurasie, uniquement relié par l'Isthme de Suez. De nombreux obstacles géographiques constituent l'Afrique, qu'il s'agisse des zones désertiques comme le Sahara et le Kalahari, des zones montagneuses comme les hauts plateaux abyssins et la vallée du Grand Rift, des vents et courants marins violents au Cap-Vert ou au Cap de Bonne-Espérance ou encore des importantes parcelles forestières dans l'Ouest africain ou dans le bassin du Congo. Ces différents éléments écologiques a non seulement impacté l'implantation des communautés humaines, mais aussi la capacité moderne à obtenir des sources archéologiques. 

### Complexité des sources

#### Sources écrites et archéologiques

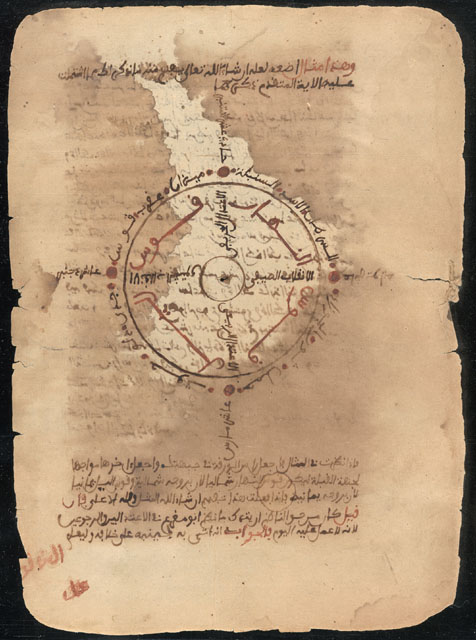
Manuscrits de Nasir al-Din Abu al-Abbas Ahmad ibn al-Hajj al-Amin al-Tawathi al-Ghalawi's Kashf al-Ghummah fi Nafa al-Ummah de la Bibliothèque commémorative Mamma Haidara à Tombouctou.

Les sources écrites sur lesquelles peut se reposer l'historien fluctuent selon les régions et sont de façon générale très rares et mal distribuées dans le temps et l'espace. À l'exception de l'Afrique du Nord, l'historiographie de l'Afrique souffre d'une forte absence de sources écrites. Les voyages d'Ibn Battûta constituent bien souvent la principale et plus ancienne source écrite exploitable pour les régions sub-sahariennes. Il existe cependant de nombreux manuscrits et archives encore inexploités. L'Institut des hautes études et des recherches islamiques Ahmed-Baba, inauguré en 1973, se concentre sur leur récolte et leur étude. D'autres centres d'études africains s'y consacrent également. L'étude relativement récente de ces documents provoque une évolution rapide de l'historiographie de l'Afrique.
Les différents objets issus des fouilles archéologiques sont une autre source importante pour l'historiographie de l'Afrique. Certains constituent des repères et mesures de civilisation tels que les objets en fer, les céramiques et les technologies se diffusant.

Sur le plan archéologique, le croisement avec les données paléobotaniques permet d'intégrer la diffusion de pratiques agricoles dans les différentes cultures archéologiques identifiées. Son recoupement avec la linguistique comparée l'insère dans les différentes phases d'expansion des populations. 

#### La tradition orale
La tradition orale est le vecteur socio-culturel accumulé par les populations. Dans le cas de l'historiographie en Afrique, la tradition orale est une source très importante prise en compte afin de pouvoir la mettre en perspective des sources écrites et archéologiques et parvenir à extraire des récits épiques les éléments constitutif de l'Histoire. Cependant, la tradition orale souffre d'une importante fragilité chronologique et de bouleversements temporels. Les textes issus de la tradition orale doivent également s'interpréter dans leur contexte, sans quoi elles perdent leur sens. Enfin, le contenu des traditions orales sont généralement empreintes de mysticisme. Sa compréhension est souvent complexe car elle s'enveloppe d'allusions, de sous-entendus et proverbes obscurs.
La validité des travaux intégrant la tradition orale est démontrée par recoupement avec des sources archéologiques ou écrites. Le caractère littéraire du récit peut, en plus d'apporter de potentiels éléments historiques, être révélateur des usages et valeurs d'une population et des liens entre les différentes cultures à travers l'histoire. L'exploitation du matériau immatériel permet également d'ancrer l'historiographie et sa compréhension dans le présent contrairement aux sources écrites figées dans le passé. L'analyse du matériau immatériel est elle-même révélatrice. Toutefois, la récolte de la tradition orale reste confrontée au risque constant de sa disparition puisqu'elle est véhiculée par des locuteurs parfois trop peu nombreux ou trop âgés.

#### Les sources artistiques

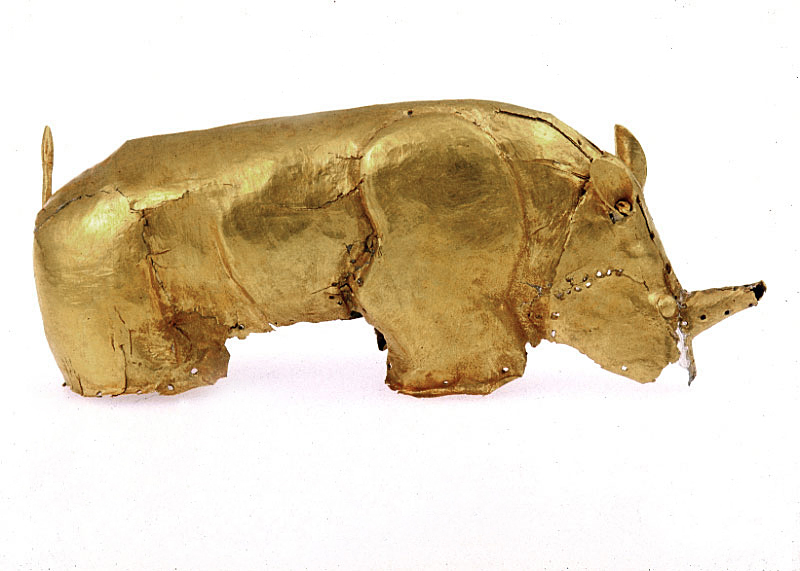
Rhinocéros d'or de Mapungubwe

Un autre champs disciplinaire exploité dans l'historiographie de l'Afrique, ce sont ses pratiques artistiques. S'interroger sur un objet d'art permet de concevoir et comprendre son statut et sa fonction dans un espace-temps, et donc son contexte historiographique. Cette discipline permet également d'interroger sur les techniques employées et permet de situer les œuvres dans une chronologie. Cependant, l'existence de l'objet ne permet pas, à lui seul, de déterminer l'importance de son ancrage contextuel, il n'en est qu'un indice. En effet, les objets d'art échangés lors des premières interactions avec l'Europe n'ont pas la même valeur de source que les productions effectuées durant le contexte colonial. Afin de s'intégrer dans l'écriture historiographique, l'histoire de l'art utilise des modèles théoriques issus d'autre disciplines et la confrontation aux différentes sources écrites et orales. Cette méthode permet d'identifier un cycle de réécriture historique et traditionnelle en place au sein de la plupart des régions d'Afrique.

#### Linguistique comparée

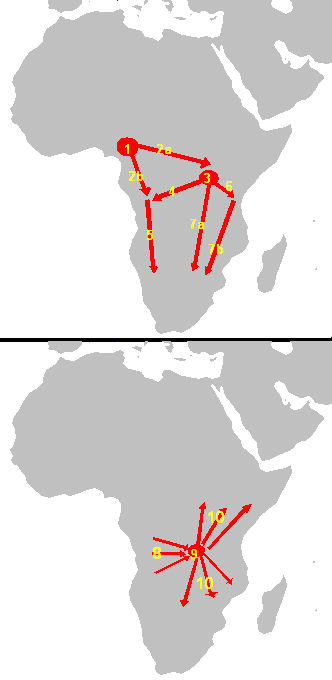
Reconstruction, par linguistique comparée, des différentes phases de l'expansion bantoue.

La linguistique comparée permet d'établir une origine commune aux langues et le moment de leur divergence, qui peut être interprété comme le moment où un peuple uni s'est séparé. La glottochronologie fournit aux historiens des dates approximatives remontant à deux millénaires. Elle fournit des preuves des contacts culturels, de leurs environnements physiques et du contenu de ces cultures à travers l’analyse des caractéristiques diffuses et des vocabulaires anciens reconstruits. En comparant les vocabulaires et la phonétique actuels des langues apparentées, les proto-langues peuvent être reconstruites et on peut identifier les changements de sens qui résultent souvent de développements historiques, ainsi que les emprunts qui fournissent des preuves de la nature des interactions entre les peuples. Elle peut également rendre compte du développement historique des connaissances traditionnelles et des croyances religieuses du peuple. 
La linguistique comparée contribue de manière significative à l’histoire de l’Afrique, juste après l’archéologie, mais le vaste domaine des langues africaines reçoit peu d’attention de la part des experts. Les reconstructions et les déductions suscitent souvent le scepticisme, voire la controverse, et les historiens ont tendance à faire preuve de prudence lorsqu’ils utilisent les conclusions qui en découlent. Un cas marquant est la reconstruction de la langue proto-bantoue et l’expansion bantoue. 
La linguistique comparée permet, en lien avec les autres méthodes disciplinaires, de reconstruire l'histoire des populations africaines depuis 12.000 ans. Par croisement et comparaison, il est possible d'établir des familles linguistiques qui dessinent des hypothèses sujettes à discussion. Les quatre principaux phyla (Langues nigéro-congolaises, nilo-sahariennes, chamito-sémitiques et khoïsane) se subdivisent en 2139 langues parlées aujourd'hui. Ces quatre phyla apparaissent à partir de l'Holocène. Leur évolution et leur distinction en subdivisions linguistiques s'ancre dans l'espace et le temps, permettant dès lors d'établir des groupements délimités territorialement et chronologiquement. 

#### Anthropologie
L'anthropologie devient une science coloniale impliquant les colonisateurs qui étudient leurs sujets afin d'acquérir une meilleure compréhension pour un meilleur contrôle. Par la suite, elle aide les historiens à mieux comprendre les relations sociales et politiques, les événements historiques et les cultures des peuples. Cela peut être crucial pour comprendre les premières structures politiques et économiques, leur évolution, l’impact du colonialisme et leur forme actuelle. La compréhension de l’organisation politique, économique et de parenté peut contribuer à réfuter les récits influencés par l’hypothèse hamitique.
L'anthropologie physique contribue à la théorie des races humaines biologiques ; bien que celle-ci soit depuis devenue obsolète, la question de la division des humains en unités d'analyse reste controversée, les chercheurs privilégiant les ethnies ou les communautés. L’anthropologie physique peut fournir des preuves sur la santé et la maladie, les modes de vie, le régime alimentaire, la microévolution et les relations génétiques.

## Historiographie dans les sociétés
Les évolutions de l'historiographie de l'Afrique sont le reflet de chaque société ainsi que de sa perception au sein des sociétés. Sa spécificité reposant sur une forte tradition orale la distingue sur plusieurs points majeurs de la définition historiographique : les repères temporels et spatiaux. Les nombreux ouvrages ethnologiques donnent l'impression que la chronologie africaine baigne dans les mythes et représentations fantastiques du passé. Dans ce contexte, le temps ne correspond pas à une chronologie linéaire, mais à l'importance des événements qu'accordent les collectivités. Les cosmogonies intègrent dès lors des éléments historiquement anciens à des événements plus récents donnant un récit anachronique de l'historiographie directement maitrisée et contrôlée par les souverains territoriaux. Ces reconstructions se renforcent sous l'influence du nationalisme dans lequel l'ancêtre mythique devient un enjeu identitaire.
Ainsi, l'historiographie traditionnelle accorde une très grande place aux souverains ainsi qu'aux femmes souveraines dont le rôle est souvent directement lié à la définition d'une historiographie officielle. Dans les sociétés à régime matrilinéaire, la construction historiographique est directement liée à la construction généalogique. Elle comporte dès lors le défaut d'être régulièrement déformée pour répondre à des objectifs politiques. La connaissance de l'historiographie est donc très profondément ancrée dans les sociétés et ce même dans les collectivités les plus locales puisque sa maîtrise est un outil de légitimation.

## Mouvances idéologiques

### Historiographie nationaliste
L’historiographie nationaliste imprègne l’écriture historique de nationalisme. La mémoire historique façonne le sentiment nationaliste sur la base d’un passé partagé, créant une identité culturelle qui, à son tour, produit et légitime les nations. La mission première de l’historiographie nationaliste africaine est de générer du patriotisme et de soutenir les États-nations. Son objectif essentiel est de renverser la pensée coloniale déshumanisante, en particulier l’idée selon laquelle les Africains doivent être divisés en tribus et séparés pour être gouvernés, favorisant ainsi l’unité. Les relations intergroupes sont prioritaires, tandis que les rivalités ethniques sont marginalisées. L’objectif est de découvrir les contributions de l’Afrique au monde, en mettant l’accent sur les qualités de leadership et les institutions des États précoloniaux, ainsi que sur leur intégrité et leur historicité avant la colonisation. Elle est pionnière dans l'utilisation des sources orales, en cherchant leur légitimation, mais en utilisant largement les archives. En tentant de renverser les notions colonialistes, les histoires nationalistes tendent à minimiser l'impact du colonialisme.
À l’échelle mondiale, l’historiographie nationaliste est devenue impopulaire dans les cercles universitaires au cours du XXe siècle, les histoires transnationales gagnant récemment en popularité. La nouvelle génération d'historiens africains est moins idéologique, mais le paradigme nationaliste est toujours utilisé par certains qui s'opposent aux historiens néocolonialistes, et les voix nationalistes sont incluses dans la tradition pluraliste de la discipline. 

### Historiographie libérale
L’historiographie libérale vise à aider les Africains à se réapproprier leur histoire et à écrire l’histoire d’un point de vue africain. La tradition libérale est lancée par William Miller Macmillan (en) tout au long des années 1920, cherchant à critiquer les politiques de ségrégation raciale et à inclure les Africains comme acteurs de l'histoire, contrairement aux traditions historiques suprémacistes blanches dominantes de l'époque. Il défend l'histoire sociale de la vie quotidienne et des préoccupations des gens. L’historiographie libérale est particulièrement influente dans l’historiographie sud-africaine, les historiens libéraux étant souvent en conflit avec les historiens marxistes/radicaux . Ils développent la pratique de l'histoire orale, posant souvent des questions liées au changement social.  
L'historiographie sud-africaine, en raison de la situation politique du pays, est en retard par rapport au reste du continent en termes de décolonisation. L'histoire d'Oxford de l'Afrique du Sud (1969-1971) est une publication marquante pour les historiens libéraux en tant que premier ouvrage complet sur l'histoire de l'Afrique du Sud qui inclue les Africains comme agents de l'histoire. Cependant, sa méthodologie est rapidement devenue obsolète et, comme l'approche libérale, elle s'est concentrée sur les questions politiques plutôt qu'économiques. Leonard Thompson (en) est le pionnier de l'application de l'approche multidisciplinaire à l'histoire de l'Afrique du Sud, y compris les sources orales, dans son ouvrage Survival in two worlds: Moshoeshoe of Lesotho (1975). Les objectifs de l’historiographie libérale en matière d’agence africaine et de répudiation des mythes colonialistes sont devenus obsolètes dans les années 1970, et ils déclinent avec l’avènement de l’historiographie marxiste/radicale.

### Historiographie marxiste
L'historiographie marxiste est l'étude et l'interprétation de l'histoire à travers le prisme de la théorie marxiste et implique l'analyse des événements historiques en relation avec les classes sociales et les phénomènes matérialistes. Elle soutient que l’histoire est façonnée par la lutte constante des peuples contre leurs contextes matériels et sociaux. La pensée marxiste (ou « radicalisme ») a une grande influence sur l’historiographie africaine. Les chercheurs se sont principalement concentrés sur l’histoire coloniale et mettent l’accent sur le rôle des Africains dans l'Histoire. Parmi les chercheurs africains, les idées de Michel Foucault et d'Antonio Gramsci concernant l’idéologie du pouvoir, en particulier la manipulation des normes culturelles dans le maintien de l’hégémonie du pouvoir, sont particulièrement influentes,. L'historiographie marxiste a grandement influencé l'écriture narrative et a avancé une interprétation des événements basée sur la « cause à effet », contrairement à celle qui les considérait comme une série d'accidents ou liée à la volonté divine. Contrairement aux histoires nationalistes, les histoires radicales déplacent le poids de la lutte anticoloniale des élites vers les roturiers.
Bien que les généralisations de l’école conduisent à la reconnaissance de modèles répandus et à la réinterprétation d’événements (tels que les djihads peuls (en) et les guerres révolutionnaires yoruba), elles tendent à inhiber l’étude de situations historiques spécifiques et à ignorer le contexte culturel. Malgré cela, les approches marxistes sont cruciales dans le développement d’une étude critique et holistique du colonialisme et des relations de l’Afrique avec l'Occident. Ils consolident l’idée selon laquelle la conquête et l’exploitation européennes sont la principale cause du sous-développement de l’Afrique. Le paradigme marxiste met en lumière la résistance militante au colonialisme et au nationalisme de masse, mais a également souscrit à une histoire universelle du capitalisme mondial. Il peine à intégrer la pensée africaine, et les récits se retrouvent en contradiction avec les expériences et les perspectives du public.

### Postcolonialisme et postmodernisme
L'historiographie postcolonialiste étudie la relation entre la domination coloniale européenne en Afrique et la construction de l'histoire africaine, et trouve ses racines dans le concept d'orientalisme d'Edward Said. L’impérialisme occidental est considéré comme le produit d’un désir insatiable de pouvoir sur le monde non occidental, cette ambition de domination allant jusqu’à soumettre les cultures à un examen scientifique. En conséquence, les connaissances produites à partir de cette démarche ne sont pas valides en tant que projection de stéréotypes et de formulations occidentales. Un autre point soulevé est la relativité de la véritable connaissance et de ses enracines culturelles, décourageant la critique externe. Alors que la caractérisation de l’impérialisme occidental par l’orientalisme est critiquée, les thèmes du relativisme perdurent dans le postmodernisme.
L’historiographie postmoderne ou déconstruction considère le passé comme un produit idéologique du présent, reflétant ainsi les relations de pouvoir et les réalités actuelles. Le passé est considéré comme directement inconnaissable puisque ses traces sont soumises aux perspectives et à l’interprétation subjective des gens, brouillant la frontière entre faits et fiction. Cette approche considère la tradition orale comme des idées contemporaines sur le passé. La déconstruction rencontre une forte opposition dans les études africaines, car elle est perçue comme s’éloignant dangereusement des problèmes auxquels le continent est confronté et comme détournant l’attention de l’agenda intellectuel.
Les critiques affirment que ce mouvement particulier vers une alternative africaine aboutit à la désintégration de « l’Africain » en une vaste multitude d’identités culturelles, ayant des ramifications pour le panafricanisme. Les historiens sont confrontés au défi de se concentrer sur le contexte culturel tout en contrant les critiques selon lesquelles souscrire à l’idée européenne de « l’Afrique » pourrait rendre toute l’entreprise de l’histoire africaine sans valeur pour l’avenir du continent.